# DArtagnan/Diskografie
Diese Diskografie ist eine Übersicht über die musikalischen Werke der deutschen Folk-Rock-Band dArtagnan. Ihre erfolgreichste Veröffentlichung ist das Debütalbum Seit an Seit mit über 100.000 verkauften Einheiten.

## Alben

### Studioalben
| Jahr | Titel Musiklabel                      | Höchstplatzierung, Gesamtwochen, AuszeichnungChartplatzierungen (Jahr, Titel, Musiklabel, Platzierungen, Wochen, Auszeichnungen, Anmerkungen) | Höchstplatzierung, Gesamtwochen, AuszeichnungChartplatzierungen (Jahr, Titel, Musiklabel, Platzierungen, Wochen, Auszeichnungen, Anmerkungen) | Höchstplatzierung, Gesamtwochen, AuszeichnungChartplatzierungen (Jahr, Titel, Musiklabel, Platzierungen, Wochen, Auszeichnungen, Anmerkungen) | Anmerkungen                                                |
| Jahr | Titel Musiklabel                      | DE | AT | CH | Anmerkungen                                                |
| ---- | ------------------------------------- | --- | --- | --- | ---------------------------------------------------------- |
| 2016 | Seit an Seit SevenOne (Sony)          | DE7 Gold · (16 Wo.)DE | AT24 (4 Wo.)AT | CH65 (2 Wo.)CH | Erstveröffentlichung: 26. Februar 2016 Verkäufe: + 100.000 |
| 2017 | Verehrt & verdammt SevenOne (Sony)    | DE11 (5 Wo.)DE | AT64 (1 Wo.)AT | CH97 (1 Wo.)CH | Erstveröffentlichung: 15. September 2017                   |
| 2019 | In jener Nacht SevenOne (Sony)        | DE5 (4 Wo.)DE | AT35 (1 Wo.)AT | CH38 (1 Wo.)CH | Erstveröffentlichung: 15. März 2019                        |
| 2021 | Feuer & Flamme Nitron Concepts (Sony) | DE6 (5 Wo.)DE | AT16 (1 Wo.)AT | CH22 (1 Wo.)CH | Erstveröffentlichung: 26. März 2021                        |
| 2022 | Felsenfest Nitron Concepts (Sony)     | DE5 (3 Wo.)DE | AT16 (1 Wo.)AT | CH20 (1 Wo.)CH | Erstveröffentlichung: 28. Oktober 2022                     |
| 2024 | Herzblut Hansa Records (Sony)         | DE3 (2 Wo.)DE | AT12 (1 Wo.)AT | CH16 (1 Wo.)CH | Erstveröffentlichung: 12. Juli 2024                        |

### Livealben
| Jahr | Titel Musiklabel                             | Höchstplatzierung, Gesamtwochen, AuszeichnungChartplatzierungen (Jahr, Titel, Musiklabel, Platzierungen, Wochen, Auszeichnungen, Anmerkungen) | Höchstplatzierung, Gesamtwochen, AuszeichnungChartplatzierungen (Jahr, Titel, Musiklabel, Platzierungen, Wochen, Auszeichnungen, Anmerkungen) | Höchstplatzierung, Gesamtwochen, AuszeichnungChartplatzierungen (Jahr, Titel, Musiklabel, Platzierungen, Wochen, Auszeichnungen, Anmerkungen) | Anmerkungen                             |
| Jahr | Titel Musiklabel                             | DE | AT | CH | Anmerkungen                             |
| ---- | -------------------------------------------- | --- | --- | --- | --------------------------------------- |
| 2021 | Feuer & Flamme – Live Nitron Concepts (Sony) | DE41 (1 Wo.)DE | — | — | Erstveröffentlichung: 19. November 2021 |

## Singles
| Jahr | Titel Album                                                                  | Anmerkungen |
| ---- | ---------------------------------------------------------------------------- | --- |
| 2016 | Seit an Seit                                                                 | Erstveröffentlichung: 1. Januar 2016                                                                                     |
| 2016 | Bis zum letzten Atemzug Seit an Seit                                         | Erstveröffentlichung: 29. Januar 2016                                                                                    |
| 2016 | Komm mit Seit an Seit                                                        | Erstveröffentlichung: 12. Februar 2016                                                                                   |
| 2016 | Nebelmeer Seit an Seit (Gold-Edition)                                        | Erstveröffentlichung: 16. September 2016                                                                                 |
| 2016 | Bella ciao Seit an Seit (Gold-Edition)                                       | Erstveröffentlichung: 7. Oktober 2016 Original: Traditional                                                              |
| 2017 | Neue Helden Verehrt & verdammt                                               | Erstveröffentlichung: 21. Juli 2017                                                                                      |
| 2017 | Jubel Verehrt & verdammt                                                     | Erstveröffentlichung: 11. August 2017                                                                                    |
| 2017 | Die Nacht gehört dem Tanze Verehrt & verdammt                                | Erstveröffentlichung: 1. September 2017                                                                                  |
| 2018 | Flucht nach vorn In jener Nacht                                              | Erstveröffentlichung: 30. November 2018                                                                                  |
| 2019 | In jener Nacht                                                               | Erstveröffentlichung: 18. Januar 2019                                                                                    |
| 2019 | Sing mir ein Lied In jener Nacht                                             | Erstveröffentlichung: 8. Februar 2019 feat. The Dark Tenor                                                               |
| 2019 | Einer für alle für ein’ In jener Nacht                                       | Erstveröffentlichung: 8. März 2019                                                                                       |
| 2020 | Griechischer Wein Feuer & Flamme (Helden Edition)                            | Erstveröffentlichung: 20. März 2020 Original: Udo Jürgens                                                                |
| 2020 | An der Tafelrunde Feuer & Flamme (Helden Edition)                            | Erstveröffentlichung: 30. Juli 2020 feat. Schandmaul                                                                     |
| 2020 | Kaufmann und Maid Feuer & Flamme (Helden Edition)                            | Erstveröffentlichung: 13. November 2020 mit Feuerschwanz, Patty Gurdy, Saltatio Mortis, Sasha, Subway to Sally & Tanzwut |
| 2020 | C’est la vie Feuer & Flamme                                                  | Erstveröffentlichung: 11. Dezember 2020                                                                                  |
| 2021 | Farewell Feuer & Flamme                                                      | Erstveröffentlichung: 8. Januar 2021 feat. Patty Gurdy                                                                   |
| 2021 | Solang dein Blut Feuer & Flamme                                              | Erstveröffentlichung: 5. Februar 2021                                                                                    |
| 2021 | Pesnya mushketerov (Das Lied der Musketiere) Feuer & Flamme (Helden Edition) | Erstveröffentlichung: 26. Februar 2021                                                                                   |
| 2021 | Feuer & Flamme                                                               | Erstveröffentlichung: 12. März 2021                                                                                      |
| 2022 | Tanz in den Mai Felsenfest                                                   | Erstveröffentlichung: 29. Mai 2022                                                                                       |
| 2022 | Westwind Felsenfest                                                          | Erstveröffentlichung: 10. Juni 2022                                                                                      |
| 2022 | Trink mein Freund Felsenfest                                                 | Erstveröffentlichung: 22. Juli 2022                                                                                      |
| 2022 | My Love’s in Germany Felsenfest                                              | Erstveröffentlichung: 9. September 2022 feat. Blackbriar & Zora Cock                                                     |
| 2022 | Dreht sich der Wind Felsenfest                                               | Erstveröffentlichung: 14. Oktober 2022                                                                                   |
| 2023 | Hey Brother Herzblut                                                         | Erstveröffentlichung: 22. September 2023 Original: Avicii feat. Dan Tyminski                                             |
| 2024 | Ruf der Freiheit Herzblut                                                    | Erstveröffentlichung: 1. März 2024                                                                                       |
| 2024 | Dem Himmel entgegen Herzblut                                                 | Erstveröffentlichung: 12. April 2024                                                                                     |
| 2024 | Herzblut                                                                     | Erstveröffentlichung: 10. Mai 2024 feat. Melissa Bonny                                                                   |
| 2024 | Mosqueteros Herzblut                                                         | Erstveröffentlichung: 28. Juni 2024 feat. Rafa Blas                                                                      |

## Musikvideos
| Jahr | Titel                   | Regisseur(e)                                           |
| ---- | ----------------------- | ------------------------------------------------------ |
| 2016 | Seit an Seit            |                                                        |
| 2016 | Bis zum letzten Atemzug | Philipp Lenner                                         |
| 2016 | Komm mit                |                                                        |
| 2017 | Jubul                   |                                                        |
| 2017 | Neue Helden             |                                                        |
| 2018 | In jener Nacht          |                                                        |
| 2019 | Sing mir ein Lied       |                                                        |
| 2019 | Wallenstein             |                                                        |
| 2019 | Chanson de Roland       |                                                        |
| 2020 | Griechischer Wein       |                                                        |
| 2020 | An der Tafelrunde       |                                                        |
| 2020 | Kaufmann und Maid       | Robin Biesenbach, Simon Volz                           |
| 2020 | C’est la vie            |                                                        |
| 2021 | Farewell                |                                                        |
| 2021 | Solang dein Blut        |                                                        |
| 2021 | Feuer & Flamme          |                                                        |
| 2022 | Tanz in den Mai         | Svenja Metzner                                         |
| 2022 | Westwind                | Holger Fichtner                                        |
| 2022 | Trink mein Freund       | dArtagnan, Momo Metzner                                |
| 2022 | My Love’s in Germany    | Holger Fichtner                                        |
| 2022 | Dreht sich der Wind     | Holger Fichtner, Theo Stiegler                         |
| 2022 | We’re Gonna Be Drinking |                                                        |
| 2023 | Hey Brother             | Holger Fichtner                                        |
| 2024 | Ruf der Freiheit        |                                                        |
| 2024 | Dem Himmel entgegen     |                                                        |
| 2024 | Herzblut                | Nikolaj Georgiew                                       |
| 2024 | Mosqueteros             | 360° Design, Tim Bernard, Ben Metzner, Gustavo Strauss |

## Sonderveröffentlichungen

### Alben
| Jahr | Titel Musiklabel                | Anmerkungen                                                                 |
| ---- | ------------------------------- | --------------------------------------------------------------------------- |
| 2016 | Live in Concert SevenOne (Sony) | Erstveröffentlichung: 14. Oktober 2016 Teil von Seit an Seit (Gold-Edition) |

### Lieder
| Jahr | Titel Album                            | Anmerkungen                                                                          |
| ---- | -------------------------------------- | ------------------------------------------------------------------------------------ |
| 2021 | Brunhild (Live) Ein Traum von Freiheit | Erstveröffentlichung: 27. August 2021 Saltatio Mortis feat. Feuerschwanz & dArtagnan |

### Videoalben
| Jahr | Titel Musiklabel                             | Anmerkungen                                                                                 |
| ---- | -------------------------------------------- | ------------------------------------------------------------------------------------------- |
| 2021 | Feuer & Flamme – Live Nitron Concepts (Sony) | Erstveröffentlichung: 19. November 2021 CD+Blu-Ray; erweiterte Fassung mit Bonus-Videoalbum |

## Promoveröffentlichungen
| Jahr | Titel Album                         | Anmerkungen                                                                                           |
| ---- | ----------------------------------- | --- |
| 2022 | Leave Her, Johnny Felsenfest        | Erstveröffentlichung: 27. Oktober 2022 feat. The O’Reillys and the Paddyhats                          |
| 2022 | Merseburger Zauberspruch Felsenfest | Erstveröffentlichung: 27. Oktober 2022 feat. Luc Arbogast                                             |
| 2022 | We’re Gonna Be Drinking Felsenfest  | Erstveröffentlichung: 27. Oktober 2022 feat. Blackmore’s Night & Candice Night; Original: Traditional |

## Statistik

### Chartauswertung
|                     | DE    | AT    | CH    |
| ------------------- | ----- | ----- | ----- |
| Nummer-eins-Alben   | DE—DE | AT—AT | CH—CH |
| Top-10-Alben        | DE5DE | AT—AT | CH—CH |
| Alben in den Charts | DE7DE | AT6AT | CH6CH |

### Auszeichnungen für Musikverkäufe
Anmerkung: Auszeichnungen in Ländern aus den Charttabellen bzw. Chartboxen sind in ebendiesen zu finden.
| Land/RegionAuszeichnungen für Musikverkäufe (Land/Region, Auszeichnungen, Verkäufe, Quellen) | Gold  | Platin | Verkäufe | Quellen           |
| -------------------------------------------------------------------------------------------- | ----- | ------ | -------- | ----------------- |
| Deutschland (BVMI)                                                                           | Gold1 | —      | 100.000  | musikindustrie.de |
| Insgesamt                                                                                    | Gold1 | —      |          |                   |